# Розкриття зростків
Розкриття зростків (рос. раскрытие сростков, англ. crushing of aggregations, нім. Aufschliessen n von Verwachsungen, Zerkleinerung f der Verwachsungen) — дроблення або подрібнення зростків для вивільнення зерен цінного компонента корисної копалини і розділення суміші на складові компоненти шляхом збагачення. Необхідний ступінь дроблення (подрібнення) залежить від дисперсності шкідливих включень у загальній масі мінералу.